# Frankenia ericifolia
Espèce
Classification phylogénétique
Synonymes
- Frankenia laevis subsp. laevis L.[1]

Frankenia ericifolia est une espèce de plantes vivaces de la famille des Frankeniaceae et du genre Frankenia.

## Description
Frankenia ericifolia a des feuilles glabres, linéaires, rarement plus larges, à peine enroulées, pétiolées et non ciliées à la base et des fleurs aux pétales roses ou blanches dans la partie supérieure de la tige.

## Répartition
Frankenia ericifolia est présente sur les côtes rocheuses des îles Canaries de Tenerife, La Palma et Grande Canarie.

## Parasitologie
La feuille a pour parasites Agdistis pseudocanariensis (en), Agdistis frankeniae, Lobesia neptunia et Puccinia frankeniae.